# حلقه سطحی کشاله ران
حلقه سطحی مَغبــِنی (انگلیسی: Superficial inguinal ring) ناحیه‌ای مثلثی شکل است که قاعده آن از ستیغ شرمگاهی (Pulic crest) تشکیل می‌شود و راس آن متوجه بالا و خارج است مرکز این حلقه یک سانتی‌متر بالا و خارج تکمه شرمگاهی(Pulic tubercle) می‌باشد. در مردان با به داخل بردن پوست بیضه (Invagination of scrotum) توسط انگشت می‌توان حدود آن را لمس کرد. همچنین طناب منوی (Spermatic cord) را در زیر دست می‌توان لمس کرد. در زن حلقه سطحی به سختی قابل لمس می‌باشد.

## نگارخانه

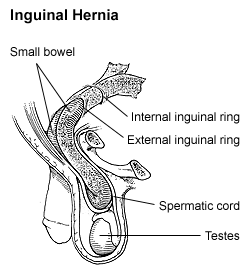
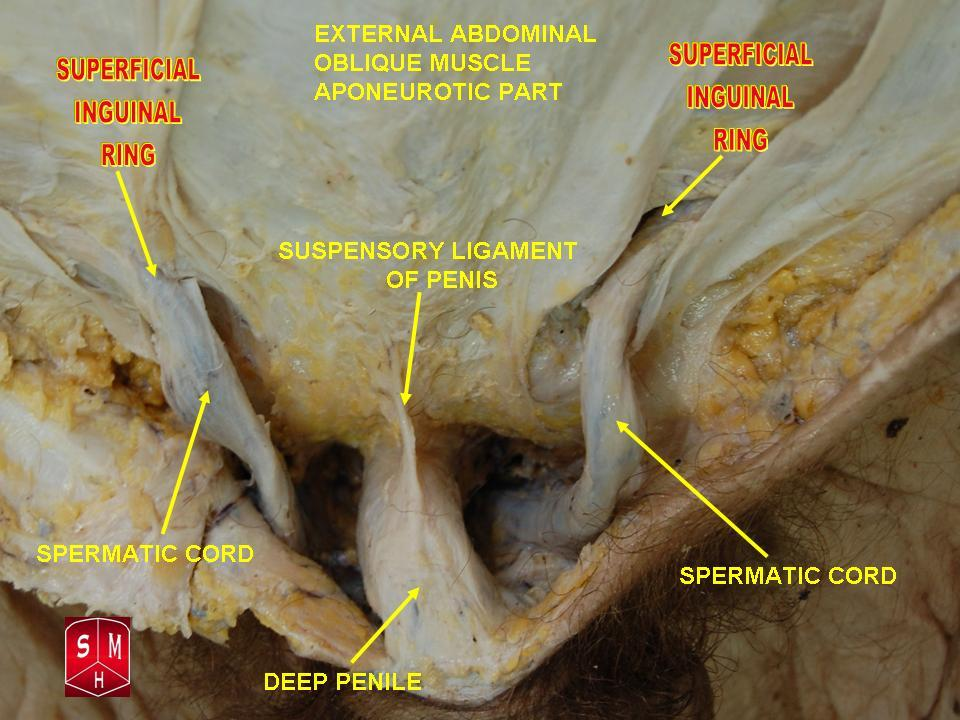
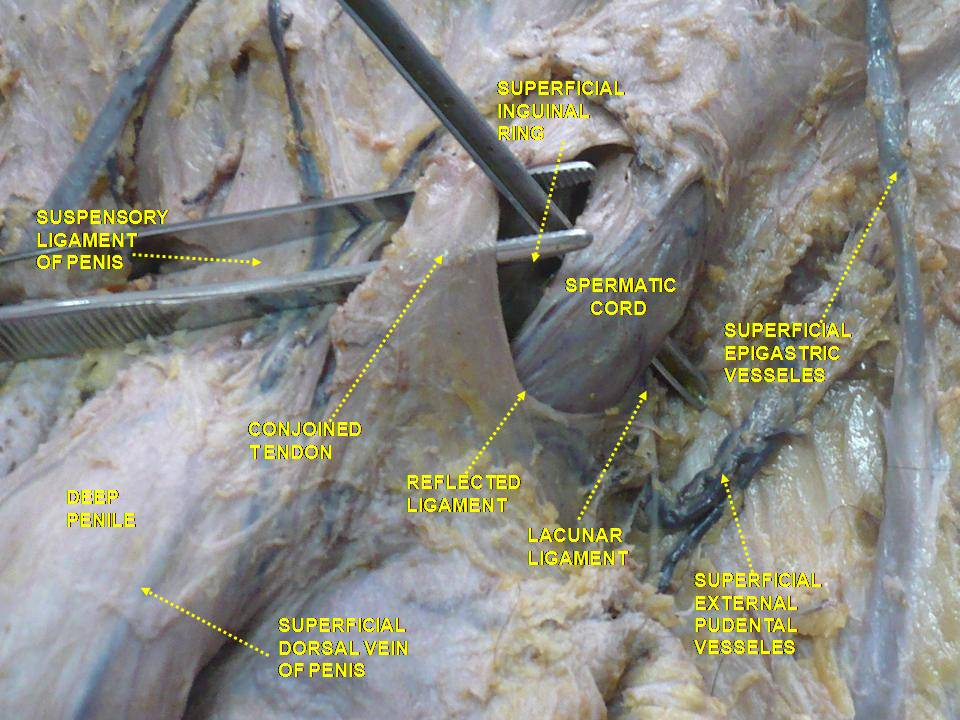